# Pagoda Zhenfeng
La pagoda de Zhenfeng (en chino simplificado:振风塔; chino tradicional:振風塔; pinyin: Zhènfēng Tǎ) en la ciudad de Anqing, provincia de Anhui, República Popular China, es una pagoda construida originalmente en 1570 durante la dinastía Ming. Debido a su ubicación cerca de una curva en el río Yangtze, la pagoda fue usada antiguamente como faro, y contiene nichos para linternas. Después de su construcción, la pagoda fue llamada inicialmente la pagoda de los "Diez mil Budas" (万佛塔) debido a que su interior contiene más de seiscientas estatuas del Buda.

## Estructura
Construida de ladrillo y con 72 metros de altura, cada uno de los siete pisos de la pagoda tiene siete esquinas, creando así un heptágono. Sobre las ventanas de cada piso hay un conjunto de aleros curvos. De la primera a la sexta planta, los portales arqueados conducen a un balcón exterior. Un total de 168 escaleras dentro de la pagoda permiten el acceso al piso superior. Las paredes son ligeramente cónicas, formando la estructura un tronco de cono.

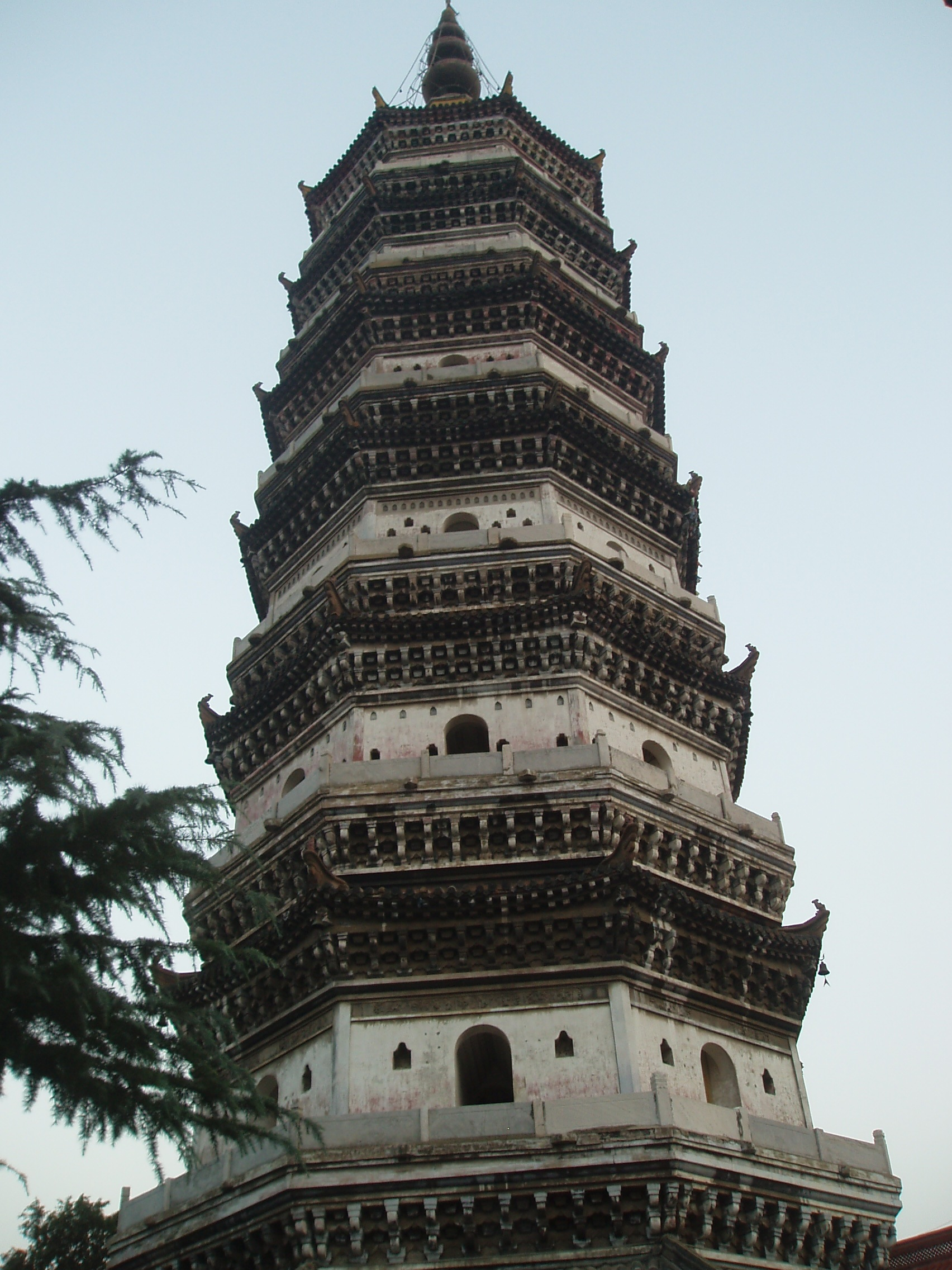
La pagoda Zhenfeng